# Нойбау (Община Ладендорф)
Нойбау (нем. Neubau) — посёлок в Австрии, в федеральной земле Нижняя Австрия. 
Входит в состав округа Мистельбах. Население 50 чел. Занимает площадь k. км². Официальный код  —  31630.